# Canton de Hagetmau
Le canton de Hagetmau est  une ancienne division administrative française située dans le département des Landes et la région Aquitaine. Il a été supprimé par le nouveau découpage cantonal entré en vigueur en 2015.
Hagetmau est le bureau centralisateur du nouveau canton de Chalosse Tursan.

## Géographie
Ce canton était organisé autour de Hagetmau dans l'arrondissement de Mont-de-Marsan. Son altitude variait de 40 m (Cazalis) à 208 m (Mant) pour une altitude moyenne de 113 m.

## Représentation

### Conseillers généraux de 1833 à 2015
| Période | Période          | Identité                    | Étiquette              | Qualité                                                                               |
| ------- | ---------------- | --------------------------- | ---------------------- | ------------------------------------------------------------------------------------- |
| 1833    | 1838             | Pierre Lespès père          |                        | Propriétaire à Saint-Sever                                                            |
| 1838    | 1848             | Jean-Maximilien Lespès fils |                        | Médecin à Saint-Sever                                                                 |
| 1848    | 1852             | Théodore Dulau              | Républicain            | Avocat à Saint-Sever                                                                  |
| 1852    | 1862             | Jean-Baptiste Bonnefemme    |                        | Officier de santé, maire d'Hagetmau, conseiller d'arrondissement                      |
| 1862    | 1867             | Alfred Durrieu (1812-1877)  |                        | Général de division, Saint-Sever                                                      |
| 1867    | 1904             | Hippolyte Duboy             | Républicain            | Maire de Hagetmau, conseiller d'arrondissement                                        |
| 1904    | 1908 (décès)     | Joseph Daraignez            | Républicain            | Chirurgien de l'hôpital de Mont-de-Marsan Maire de Mont-de-Marsan                     |
| 1908    | 1933 (démission) | Gaston Lalanne              | Rad.                   | Pharmacien Maire de Hagetmau Député (1911-1914 et 1919-1932)                          |
| 1934    | 1940             | Francis Maisonnave          | Rad.                   | Agent d'assurances, Hagetmau                                                          |
|         |                  |                             |                        |                                                                                       |
| 1943    | 1945             | Jean Duvigneau              |                        | Président de la délégation spéciale d'Hagetmau Nommé conseiller départemental en 1943 |
|         |                  |                             |                        |                                                                                       |
| 1945    | 1961 (décès)     | Édouard Castéra             | Rad.                   | Docteur en médecine à Hagetmau, ancien conseiller d'arrondissement                    |
| 1961    | 2004             | Alain Dutoya (1934-2009)    | Rad. puis MRG puis PRG | Ingénieur, directeur d'agence immobilière Maire d'Hagetmau (1971-1995)                |
| 2004    | 2015             | Monique Lubin               | PS                     | Collaboratrice parlementaire Conseillère municipale d'Hagetmau                        |

### Conseillers d'arrondissement (de 1833 à 1940)
Le canton d'Hagetmau appartenait à l'arrondissement de Saint-Sever jusqu'à sa disparition en 1926
| Période                                  | Période | Identité                 | Étiquette   | Qualité |
| ---------------------------------------- | ------- | ------------------------ | ----------- | --- |
| 1833                                     | 1839    | M. Dufau                 |             | Notaire à Hagetmau                                                                                                   |
| 1839                                     | 1852    | Jean-Baptiste Bonnefemme |             | Officier de santé, maire d'Hagetmau                                                                                  |
|                                          |         |                          |             | |
|                                          | 1867    | Pierre-Hippolyte Duboy   | Républicain | Maire d'Hagetmau (1859-1879 et 1883-1891)                                                                            |
|                                          |         |                          |             | |
| 1874                                     |         | M. Daraigny              | Républicain | Maire d'Hagetmau, suppléant de la justice de paix                                                                    |
| 1884                                     | 1925    | Pascal Domecq            | RG          | Ancien capitaine de la Garde Mobile, vétérinaire, adjoint au maire d'Hagetmau, Président du Conseil d'arrondissement |
| 1925                                     | 1940    | Édouard Castéra          | Radical     | Médecin à Hagetmau                                                                                                   |
| 1940                                     |         |                          |             | Les conseils d'arrondissement ont été suspendus par la loi du 12 octobre 1940 et n'ont jamais été réactivés          |
| Les données manquantes sont à compléter. |         |                          |             | |

## Composition
Le canton de Hagetmau groupait dix-huit communes et comptait 9 545 habitants (population municipale au 1er janvier 2007).
| Communes               | Population (Modèle:Données/Canton de Hagetmau/évolution population) | Code postal | Code Insee |
| ---------------------- | ------------------------------------------------------------------- | ----------- | ---------- |
| Aubagnan               | 235                                                                 | 40700       | 40016      |
| Castelner              | 134                                                                 | 40700       | 40073      |
| Cazalis                | 137                                                                 | 40700       | 40079      |
| Hagetmau               | 4 549                                                               | 40700       | 40119      |
| Horsarrieu             | 628                                                                 | 40700       | 40128      |
| Labastide-Chalosse     | 122                                                                 | 40700       | 40130      |
| Lacrabe                | 236                                                                 | 40700       | 40138      |
| Mant                   | 279                                                                 | 40700       | 40172      |
| Momuy                  | 435                                                                 | 40700       | 40188      |
| Monget                 | 75                                                                  | 40700       | 40189      |
| Monségur               | 360                                                                 | 40700       | 40190      |
| Morganx                | 175                                                                 | 40700       | 40198      |
| Peyre                  | 194                                                                 | 40700       | 40223      |
| Poudenx                | 202                                                                 | 40700       | 40232      |
| Sainte-Colombe         | 608                                                                 | 40700       | 40252      |
| Saint-Cricq-Chalosse   | 613                                                                 | 40700       | 40253      |
| Serres-Gaston          | 355                                                                 | 40700       | 40298      |
| Serreslous-et-Arribans | 208                                                                 | 40700       | 40299      |

## Démographie
| 1962  | 1968  | 1975  | 1982  | 1990  | 1999  | 2006  | 2007  | - |
| ----- | ----- | ----- | ----- | ----- | ----- | ----- | ----- | - |
| 7 538 | 8 333 | 8 685 | 8 956 | 9 007 | 8 977 | 9 505 | 9 545 | - |